# Mercè Molist
Mercè Molist Ferrer (Manlleu, 1969) es una periodista española, especializada en Internet, comunidades virtuales y seguridad informática pionera a mediados de los 90 en la información de tecnología. Es autora de la  'Hackstory' en la que recoge la historia del "underground hacker en la península Ibérica".

## Trayectoria
Cuando explica su historia Molist recuerda sus inicios profesionales como “una chica de pueblo que en 1995 entró en Internet”. Poco después, en la red incipiente que eran las BBS y los canales IRC usaba los nicks de “morgana” o “M&M”, pasando a ser una las primeras periodistas especializadas en tecnología de España colaborando en el suplemento sobre tecnología e Internet de El País desde sus inicios. También escribió en los diarios El Mundo y El Confidencial, y en las revistas ya desaparecidas Web y @rroba.
Durante más de 10 años se encargó de investigar temas relacionados con seguridad informática y comunidades hacker que desde 2008 volcó en el wiki Hackstory.net. En 2014 revisó y actualizando el material publicándolo como libro electrónico.
Fue una las fundadoras en 1996 de Fronteras Electrónicas, una asociación civil en favor de los derechos electrónicos que promovía el libre uso de la criptografía y defendía la privacidad y la no intromisión de los gobiernos en la red, luego transformada en el capítulo español de Computer Professionals for Social Responsibility.
Vinculada por su trabajo con la comunidad hacktivista española, Molist introdujo en el 2000 la idea de traspasar los Hackmeetings italianos a España; aquel año colaboró en la coordinación del primero, que se celebró en Barcelona, en el centro okupado Les Naus. 
En 2005 demandó a una agencia de prensa que había vendido uno de sus artículos a los principales diarios españoles, sin hacer constar las condiciones de la licencia copyleft con que fue publicado. El caso se resolvió a favor de Molist sin llegar a los tribunales [cita requerida].
Mercè Molist también ha cultivado la literatura. Ha ganado un par de premios de poesía y cuentos a lo largo de su vida [cita requerida] y ha publicado una pequeña novela, Cançó de Valeriana. Muchos de sus textos literarios se ofrecen libremente en su página web.
En 2006 publicó el libro Ciber@vis. Manual d'Internet per a joves de més de 50 anys, un manual sobre la utilización de Internet por parte de los mayores de 50 años. En 2015 publicó el libro, escrito junto con el catedrático Manel Medina, Cibercrimen, que revisa los diferentes ataques que pueden sufrirse en Internet.

## Libros publicados
- Ciber@vis. Manual per a joves de més de 50 anys que volen aprendre a navegar per Internet. (Ed. Viena, Barcelona, 2006)
- Hackstory: la historia nunca contada del underground hacker en la Península Ibérica (autopublicado en formato digital, 2014)
- Cibercrimen (Molist Ferrer, Mercè; Medina, Manel; Editorial Ra-Ma, 2015)
- Historia del hacking en España (Molist Ferrer, Mercè; Feijóo, Jacobo; Tibidabo Ediciones, 2020)

## Premios
- I Premio de Periodismo en Seguridad Informática de ESET, en la categoría de periodismo digital, por su artículo La ciberseguridad de la industria española es un sainete, y los ataques se están disparando, publicado en El Confidencial (2017).[8]